# SHE! HER! HER!
「SHE! HER! HER!」（シー! ハー! ハー!）は、Kis-My-Ft2の3作目のシングル曲。2012年3月21日にavex traxから発売された。

## 概要
初回生産限定盤、通常盤、キスマイショップ限定盤の3形態で発売。また、ジャケットデザインは通常盤の初回プレス分と通常プレス分とで異なるため、全4種類存在する。
初回生産限定盤と通常盤の初回プレス分には「シリアルナンバー入り応募券A」が封入されていて、さらに通常盤の初回プレス分だけには「SHE! HER! HER! キス顔ミニポスター」の全7種から1種がランダム封入されている。
発売記念イベント「Kis-My-Party」が3月30日に福岡で、4月4日に名古屋で、4月7日に東京で、5月3日に大阪で、5月14日に広島で、6月2日に北海道で開催。このイベントには、封入されている応募券Aに印字されているシリアルナンバーで応募することができ、各会場に抽選で200名ずつ招待された。
また、発売記念イベント「Kis-Kiss-Party」が5月23日に東京都内で開催された。このイベントには、本作封入の応募券Aと、1週間後に発売されたファースト・アルバム『Kis-My-1st』に封入されている応募券Bに印字されているシリアルナンバーで応募することができ、抽選で70名が招待された。
ファースト・アルバム『Kis-My-1st』の先行シングルである。

## チャート成績
発売初週に約19.3万枚を売り上げ、2012年4月2日付オリコン週間シングルランキング首位を獲得した。同チャートでの1位獲得はデビューシングル「Everybody Go」から3作連続である。

## 収録曲
楽曲の作者を除き、ジャニーズ事務所公式サイトの紹介ページをもとに記述。

### CD
1. SHE! HER! HER!［4:39］
作詞：KOMU、作曲・編曲：原一博
  - Kis-My-Ft2出演 江崎グリコ『ウォータリングキスミント』CMソング
2. Deep your voice［3:51］
作詞：胡月みなと、作曲：Jovette Rivera，Maiko Kawabe Rivera、編曲：CHOKKAKU
  - フジテレビ系『もしもツアーズ』テーマソング

通常盤のみ収録。

### DVD
※初回生産限定盤のみ
1. SHE! HER! HER! [Music Video]
2. SHE! HER! HER! [Making Movie]
3. glico「Watering KISSMINT」[CM]
4. glico「Watering KISSMINT」[Making Movie]

## 収録作品
| 楽曲タイトル    | 収録                        | 収録                                                                   |
| --------------- | --------------------------- | ---------------------------------------------------------------------- |
| SHE! HER! HER!  | CDシングル                  | 『SHE! HER! HER!』                                                     |
| SHE! HER! HER!  | ミュージック・ビデオ        | 『SHE! HER! HER!』〈初回生産限定盤〉                                   |
| SHE! HER! HER!  | CDアルバム                  | 『Kis-My-1st』                                                         |
| SHE! HER! HER!  | ライブ映像                  | 『Kis-My-Ft2 Kis-My-MiNT Tour at 東京ドーム 2012.4.8』                 |
| SHE! HER! HER!  | ライブ映像                  | 『SNOW DOMEの約束 IN TOKYO DOME 2013.11.16』                           |
| SHE! HER! HER!  | CDアルバム                  | 『HIT! HIT! HIT!』                                                     |
| SHE! HER! HER!  | ミュージック・ビデオ        | 『HIT! HIT! HIT!』〈初回生産限定盤〉・〈通常盤A〉                      |
| SHE! HER! HER!  | ライブ映像                  | 『HIT! HIT! HIT!』〈初回生産限定盤〉                                   |
| SHE! HER! HER!  | ライブ映像                  | 『2014Concert Tour『Kis-My-Journey』』                                 |
| SHE! HER! HER!  | ライブ音源                  | 『KIS-MY-WORLD』〈初回生産限定盤A〉                                    |
| SHE! HER! HER!  | CDアルバム                  | 『KIS-MY-WORLD』〈初回生産限定盤B〉                                    |
| SHE! HER! HER!  | ライブ映像                  | 『2015 CONCERT TOUR 『KIS-MY-WORLD』』                                 |
| SHE! HER! HER!  | CDアルバム                  | 『I SCREAM』〈通常盤〉                                                 |
| SHE! HER! HER!  | ライブ映像                  | 『CONCERT TOUR 2016 I SCREAM』                                         |
| SHE! HER! HER!  | ライブ映像                  | 『LIVE TOUR 2018 Yummy!! you&me』                                      |
| SHE! HER! HER!  | ライブ映像                  | 『君を大好きだ』〈EXTRA盤〉 （LIVE TOUR 2018 YOU&ME Extra Yummy!!）    |
| SHE! HER! HER!  | ライブ映像                  | 『LIVE TOUR 2019 FREE HUGS!』                                          |
| SHE! HER! HER!  | CD （スペシャルエディット） | 『LIVE TOUR 2019 FREE HUGS!』〈通常盤〉                                |
| SHE! HER! HER!  | ライブ映像                  | 『LIVE TOUR 2020 To-y2』                                               |
| SHE! HER! HER!  | CD （スペシャルエディット） | 『LIVE TOUR 2020 To-y2』〈通常盤DVD〉                                  |
| SHE! HER! HER!  | CDアルバム                  | 『BEST of Kis-My-Ft2』                                                 |
| SHE! HER! HER!  | ミュージック・ビデオ        | 『BEST of Kis-My-Ft2』〈初回盤A〉                                      |
| SHE! HER! HER!  | ライブ映像                  | 『LIVE TOUR 2021 HOME』                                                |
| SHE! HER! HER!  | ライブ映像                  | 『Two as One』〈ファンクラブ限定盤〉 （Kis-My-Ftに逢えるde Show 2022） |
| SHE! HER! HER!  | ライブ映像                  | 『Kis-My-Ftに逢えるde Show 2022 in DOME』                              |
| SHE! HER! HER!  | ライブ映像                  | 『For dear life』                                                      |
| SHE! HER! HER!  | ライブ映像                  | 『Kis-My-Ft2 Dome Tour 2024 Synopsis』                                 |
| Deep your voice | CDシングル                  | 『SHE! HER! HER!』〈通常盤〉                                           |

## カバー
- SHE! HER! HER! - 関ジャニ∞（丸山・錦戸・安田・大倉）
関ジャニ∞のDVD『十祭』収録